# Gran Premio del Úlster de Motociclismo de 1957
El Gran Premio del Úlster de Motociclismo de 1957 fue la quinta prueba de la temporada 1957 del Campeonato Mundial de Motociclismo. El Gran Premio se disputó el 10 de agosto de 1957 en Dundrod.

## Resultados 500cc
La carrera de 500cc fue un gran éxito para Gilera. Libero Liberati ganó y sus compañeros de equipo, Bob McIntyre y Geoff Duke completaron el podio. John Surtees hizo la vuelta rápida, pero se tuvo que retirar, al igual que Keith Campbell con su Moto Guzzi Otto Cilindri. Para MV Agusta, Terry Shepherd terminó sexto y el piloto de Norton Keith Bryen, que estrenaba una Moto Guzzi Monocilindrica 500 para la ocasión, terminó quinto. Gilera se aseguraba el título de constructores, pero el título mundial de pilotos aún estaba en el aire ya que McIntyre aún tenía la oportunidad de superar a Liberati.
| Pos.    | Piloto           | Equipo     | Tiempo    | Puntos |
| ------- | ---------------- | ---------- | --------- | ------ |
| 1       | Libero Liberati  | Gilera     | 1:37"11'8 | 8      |
| 2       | Bob McIntyre     | Gilera     | + 37'2    | 6      |
| 3       | Geoff Duke       | Gilera     | + 59'2    | 4      |
| 4       | Geoff Tanner     | Norton     | + 2"58'2  | 3      |
| 5       | Keith Bryen      | Moto Guzzi | + 3"22'2  | 2      |
| 6       | Terry Shepherd   | MV Agusta  | + 4"27'2  | 1      |
| 7       | Robert Matthews  | Norton     | + 1 ronde |        |
| 8       | Jimmy Buchan     | Norton     | + 1 ronde |        |
| 9       | John Clark       | Moto Guzzi | + 1 ronde |        |
| 10      | Jackie Wood      | Norton     | + 1 ronde |        |
| 11      | John Hempleman   | Norton     |           |        |
| 12      | Denis Christian  | Matchless  |           |        |
| 13      | Fred Wallis      | BSA        |           |        |
| 14      | Ralph Rensen     | Norton     |           |        |
| 15      | Derek Powell     | Matchless  |           |        |
| 16      | Vernon Cottla    | Norton     |           |        |
| 17      | Dennis Chapman   | Norton     |           |        |
| 18      | Dick Thomson     | Matchless  |           |        |
| 19      | Jimmy Jones      | Norton     |           |        |
| 20      | Harry Lowe       | BSA        |           |        |
| 21      | Harry Grant      | BSA        |           |        |
| 22      | Martin Brosnan   | Norton     |           |        |
| 23      | Tommy Holmes     | BSA        |           |        |
| 24      | Jimmy Hayes      | AJS        |           |        |
| 25      | Bob Coulter      | BSA        |           |        |
| 26      | M. Hall          | Norton     |           |        |
| Ret     | Keith Campbell   | Moto Guzzi | Ret       |        |
| Ret     | Jack Brett       | Norton     | Ret       |        |
| Ret     | John Hartle      | Norton     | Ret       |        |
| Ret     | John Surtees     | MV Agusta  | Ret       |        |
| Ret     | Robert McCracken | Norton     | Ret       |        |
| Fuente: |                  |            |           |        |

## Resultados 350cc
Con su victoria en esta carrera de 350cc, Keith Campbell se aseguró su quinto título mundial consecutivo para el Moto Guzzi Monocilindrica 350. Libero Liberati aún podía obtener la misma cantidad de puntos, pero tenía menos victorias que Campbell. También en esta clase Keith Bryen consiguió un valioso podio con la Moto Guzzi.
| Pos. | Piloto          | Equipo     | Tiempo     | Puntos |
| ---- | --------------- | ---------- | ---------- | ------ |
| 1    | Keith Campbell  | Moto Guzzi | 1h 44' 22" | 8      |
| 2    | Keith Bryen     | Moto Guzzi |            | 6      |
| 3    | Libero Liberati | Gilera     |            | 4      |
| 4    | John Hartle     | Norton     |            | 3      |
| 5    | Dave Chadwick   | Norton     |            | 2      |
| 6    | Fron Purslow    | Norton     |            | 1      |
| Ret  | Geoff Duke      | Gilera     | Ret        |        |
| Ret  | John Surtees    | MV Agusta  | Ret        |        |
| Ret  | Jack Brett      | Norton     | Ret        |        |
| Ret  | Bob McIntyre    | Gilera     | Ret        |        |

## Resultados 250cc
Al comienzo de la carrera de 250cc, Cecil Sandford ya era casi el único candidato al título y su victoria lo acabó de consolidarlo matemáticamente. Su compañero de equipo y su máximo rival para el título Sammy Miller abandonó, al igual que Tarquinio Provini, Luigi Taveri y Remo Venturi.
| Pos. | Piloto            | Equipo    | Tiempo   | Puntos |
| ---- | ----------------- | --------- | -------- | ------ |
| 1    | Cecil Sandford    | Mondial   | 1:40"6'0 | 8      |
| 2    | Dave Chadwick     | MV Agusta |          | 6      |
| 3    | Tommy Robb        | NSU       |          | 4      |
| 4    | Bob Brown         | NSU       |          | 3      |
| 5    | David Andrews     | NSU       |          | 2      |
| 6    | Sammy Hodgins     | Velocette |          | 1      |
| Ret  | Luigi Taveri      | MV Agusta | Ret      |        |
| Ret  | Sammy Miller      | Mondial   | Ret      |        |
| Ret  | Remo Venturi      | MV Agusta | Ret      |        |
| Ret  | Tarquinio Provini | Mondial   | Ret      |        |

## Resultados 125cc
Tarquinio Provini se convirtió en campeón del mundo matemática antes de correr en al Úlster ya que su máximo rival, Carlo Ubbiali no pudo competir al lesionarse. Por lo tanto, el italiano corrió más relajado y permitió que Luigi Taveri se impusiera en la carrera norirlandesa.
| Pos. | Piloto            | Equipo    | Tiempo  | Puntos |
| ---- | ----------------- | --------- | ------- | ------ |
| 1    | Luigi Taveri      | MV Agusta | 56"43'0 | 8      |
| 2    | Tarquinio Provini | Mondial   |         | 6      |
| 3    | Remo Venturi      | MV Agusta |         | 4      |
| 4    | Dave Chadwick     | MV Agusta |         | 3      |
| 5    | Sammy Miller      | Mondial   |         | 2      |
| 6    | Bill Webster      | MV Agusta |         | 1      |
| Ret  | Cecil Sandford    | Mondial   | Ret     |        |